# Fusinus dovpeledi
Fusinus dovpeledi is een slakkensoort uit de familie van de Fasciolariidae. De wetenschappelijke naam van de soort is voor het eerst geldig gepubliceerd in 2002 door Snyder.